# Яковино, Мариучча
Мариучча Яковино (итал. Mariuccia Iacovino, полное имя Мария Яковино Вальс Эстрела, итал. Maria Iacovino Valls Estrela; 12 декабря 1912, Рио-де-Жанейро — 30 мая 2008) — бразильская скрипачка.

## Биография
Начала выступать в пятилетнем возрасте. Училась в Федеральном университете Рио-де-Жанейро, в 1924 г. вместе со своими соучениками, скрипачом Оскаром Боргертом и виолончелистом Ибере Гомесом Гроссу играл в первом концерте новосозданного студенческого оркестра.В 1927 г. окончила Национальную школу музыки, ученица Паулины д’Амброзио. В 1928—1930 гг. училась в Барселоне у Энрике Фернандоса Арбоса. По возвращении в Бразилию много концертировала как ансамблистка, в том числе в составе много лет действовавшего дуэта со своим мужем, пианистом Арналду Эстрела; на рубеже 1940-50-х гг. вместе с ним жила и работала во Франции. В 1943—1947 гг. руководила собственным струнным квартетом. В 1960-е гг. играла в Квартете Рио-де-Жанейро, удостоенном первой премии на национальном конкурсе в 1966 году, а затем вместе с мужем — в составе фортепианного Квартета Гуанабара. В 1962—1969 гг. музыкальный руководитель бразильской радиостанции M.E.C.
Яковино и её муж были дружны с писателем Жоржи Амаду, Яковино была крёстной матерью его дочери. В 1952 г. Яковино, Эстрела и Амаду представляли Бразилию на Конгрессе в защиту мира в Варшаве.
Свои произведения посвящали Мариучче Яковино Эйтор Вилла-Лобос, Франсиско Миньоне, Радамес Гнаттали, Камарго Гварньери и другие бразильские композиторы.